# Tain (distrikt)
Tain är ett distrikt i Ghana.   Det ligger i regionen Brong-Ahaforegionen, i den centrala delen av landet, 300 km nordväst om huvudstaden Accra. Antalet invånare är 108 386. Arean är 4 125 kvadratkilometer.
Terrängen i Tain är platt västerut, men österut är den kuperad.